# Onthophagus eliptaminus
Onthophagus eliptaminus är en skalbaggsart som beskrevs av Vladimir Balthasar 1969. Onthophagus eliptaminus ingår i släktet Onthophagus och familjen bladhorningar. Inga underarter finns listade i Catalogue of Life.